# Maráza
Maráza là một thị trấn thuộc hạt Baranya, Hungary. Thị trấn này có diện tích 9,7 km², dân số năm 2010 là 188 người, mật độ 19 người/km².